# Pekar
Pekar je osoba koja se bavi proizvodnjom kruha, peciva i drugih pekarskih proizvoda. Radno mu je mjesto pekarnica.